# Kościół św. Zygmunta w Częstochowie
Kościół św. Zygmunta w Częstochowie − zabytkowy kościół w częstochowskim Starym Mieście, przy pl. Ignacego Daszyńskiego.

## Historia

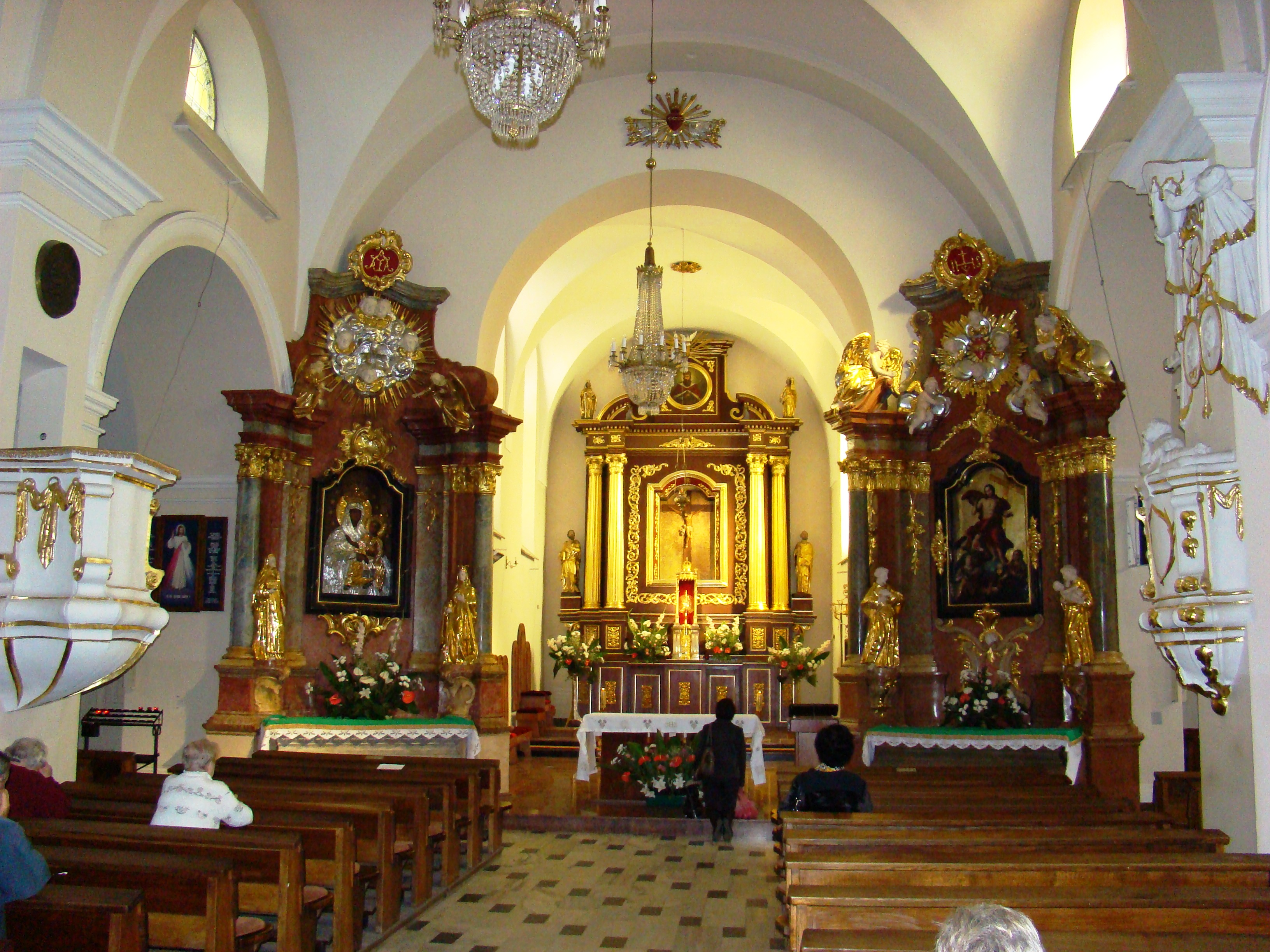
Wnętrze kościoła

Kościół, w stylu gotyckim, murowany wzniesiono na początku wieku XV; składał się z prezbiterium, nawy głównej i wieży. Dokładna data budowy nie jest znana, kościół występuje w dokumentach archiwalnych parafii z 1474 roku jako istniejący od dawna, co czyni go najstarszą świątynią częstochowską. W XVII wieku Grzegorz Otwinowski ufundował, zbudowane w latach 1625–1643, kaplicę św. Grzegorza od strony południowej i św. Anny od północy oraz zakrystię; tę ostatnią zburzono w XIX wieku. W połowie XVII wieku wzniesiono obok kościoła murowany klasztor, w drugiej połowie XVIII wieku przekształcono kościół w budowlę trójnawową. W 1783 roku wybudowano fasadę z dwiema wieżami. Dawny klasztor pełni obecnie funkcję plebanii, do dziś nie zachowała się natomiast dzwonnica.
W 1474 roku biskup krakowski Jan Rzeszowski przekazał zarządzanie parafią paulinom, którzy pełnili tę funkcję do 1866 roku.
Do 1825 roku przy kościele istniał cmentarz katolicki. Zlikwidowano go z powodu budowy alei Najświętszej Maryi Panny.
Organy wybudował Stefan Truszczyński w 1954 roku. Na prospekcie widnieje napis: 
Niepokalanej Bogarodzicy Dziewicy Wszechświata i Polski Królowej w hołdzie w Maryjnym 1954 Roku Prastara parafia św. Zygmunta

## Galeria

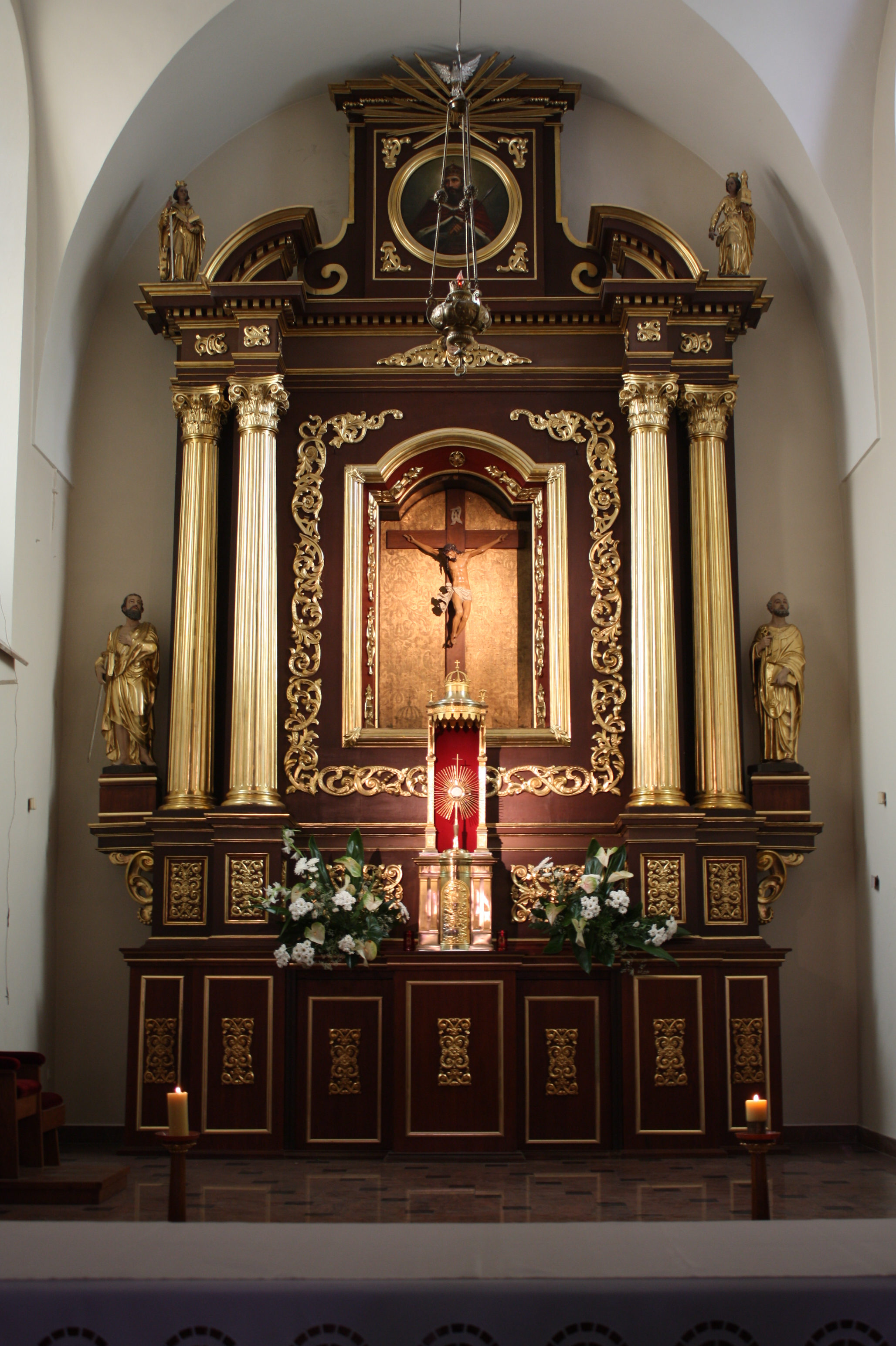
Ołtarz główny
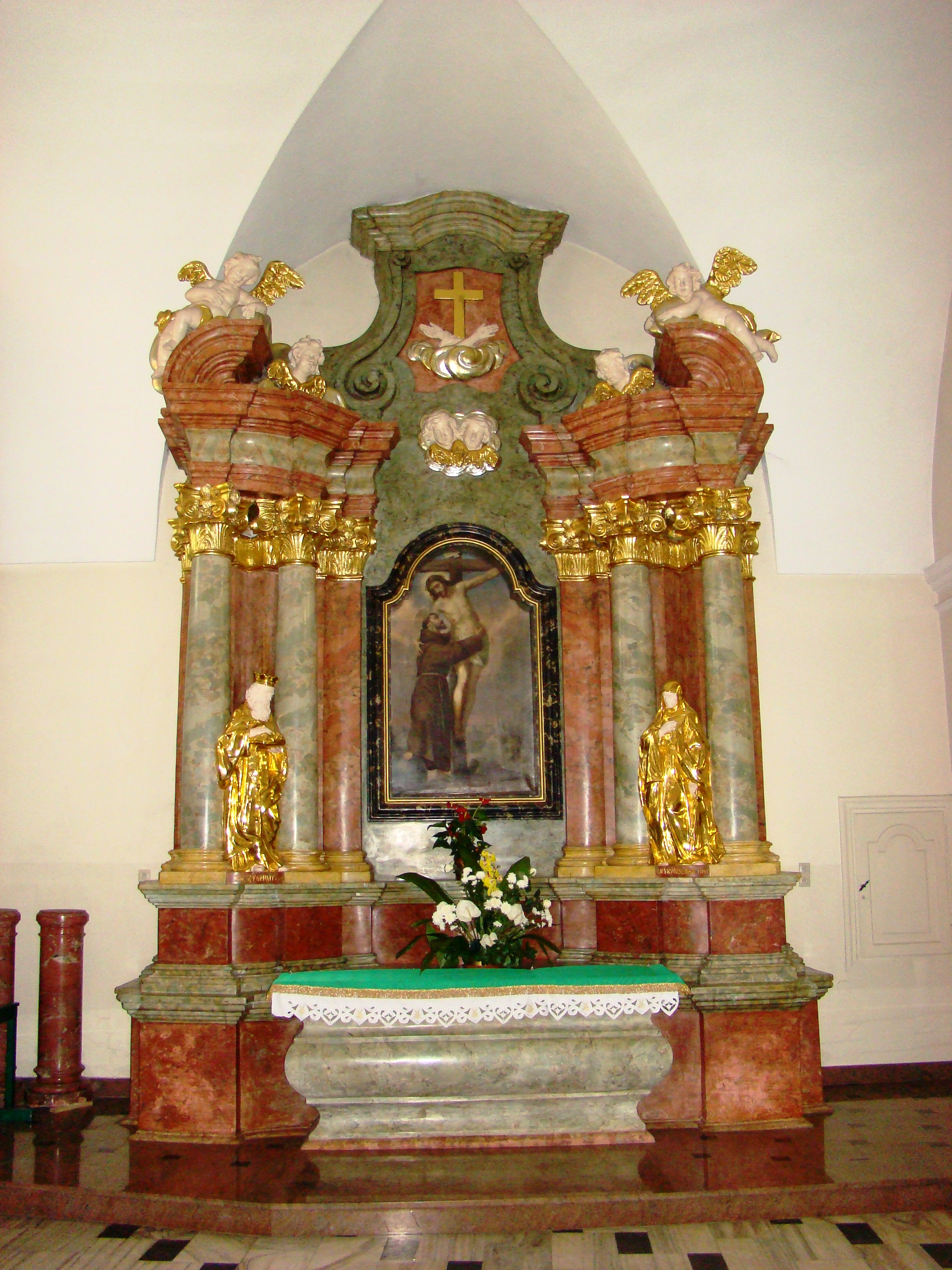
Lewy ołtarz
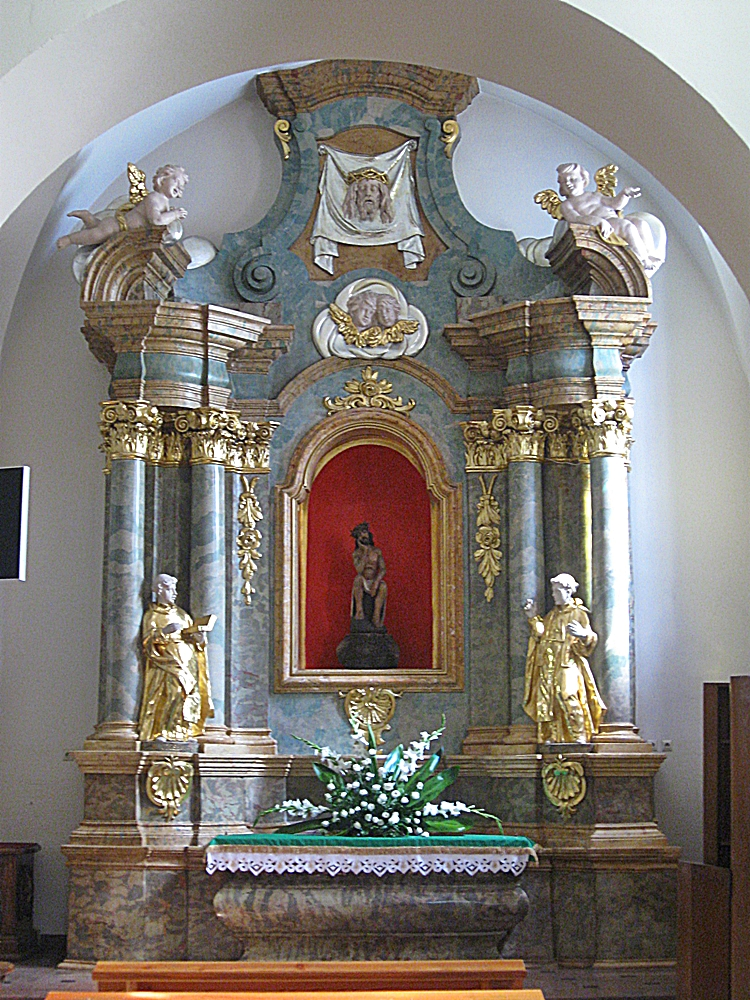
Prawy ołtarz